# Ulrich Friedrich Hausmann
Ulrich Friedrich Hausmann (* 10. September 1776 auf Gut Grevenburg bei Sommersell im heutigen Kreis Höxter; † 25. Januar 1847 in Hannover) war ein deutscher Tiermediziner.
Hausmann war von 1819 bis 1846 Leiter der Königlichen Tierarzneischule in Hannover (heute Tierärztliche Hochschule Hannover), wo er durch sein Wirken in einer Zeit, in der Lehre und Forschung noch unter schwierigsten Bedingungen stattfanden, erheblichen Anteil an der Erhaltung und weiteren Fortentwicklung der Anstalt hatte. Hausmann, der wegen der napoleonischen Herrschaft die Zeit von 1803 bis 1814 im englischen Exil verbracht hatte, verstand es, Fortschritte der englischen Tiermedizin nach seiner Rückkehr in Deutschland nutzbar zu machen.
Seine Schriften, wenn auch nicht zahlreich, fanden unter seinen Zeitgenossen große Beachtung, darunter eine von der Königlichen Societät der Wissenschaften zu Göttingen preisgekrönte Schrift Ueber die Zeugung und Entstehung des wahren weiblichen Eies bei den Säugethieren und Menschen (1840).